# Мод Бенкс
Мод Бенкс (англ. Maud Banks; 9 вересня 1880 — 1 березня 1958) — колишня американська тенісистка.

## Фінали турнірів Великого шолома

### Парний розряд (1 поразка)
| Результат | Рік  | Турнір             | Покриття | Партнерка         | Суперниці                      | Рахунок  |
| --------- | ---- | ------------------ | -------- | ----------------- | ------------------------------ | -------- |
| Поразка   | 1902 | U.S. Championships | Трава    | Вінона Клостермен | Джульєтт Аткінсон Маріон Джонс | 2–6, 5–7 |

### Мікст (1 поразка)
| Результат | Рік  | Турнір             | Покриття | Партнерка       | Суперниці           | Рахунок       |
| --------- | ---- | ------------------ | -------- | --------------- | ------------------- | ------------- |
| Поразка   | 1897 | U.S. Championships | Трава    | B.L.C. Griffith | [[]] Д. Л. Маґрудер | 4–6, 3–6, 5–7 |

## Further reading
- Staff (25 червня 1902). "Miss Banks, Former Champion, Defeated by Wimer in First Раунд of Tennis Tourney". The Philadelphia Inquirer.
- Paret, J. Parmley (листопад 1902). "Athletics for Women: Ранг 10—Lawn Tennis; with Illustrations Posed For by Miss Мод Бенкс". The Delineator. pp. 569–573